# Lady Lucifera
Lady Lucifera è un film del 1980 diretto da José Ramón Larraz.

## Trama
Arturo e l'amico Paco giungono in un castello, dimora di Lady Lucifera, promessa sposa di Paco.
Una volta giunti nel castello scoprono che Lucifera è una strega che ha fatto un patto col diavolo, che le ha garantito l'eterna giovinezza purché sacrifichi uno dopo l'altro i propri mariti.